# مجموعة مانداي للحياة البرية
مجموعة مانداي للحياة البرية هي منظمة ممولة ذاتيًا مقرها في سنغافورة وتدير محمية مانداي للحياة البرية في مانداي في سنغافورةوالتي تشمل حديقة حيوان سنغافورة ورحلات السفاري الليلية وسنغافورة وعجائب النهر وجنة الطيور والغابات المطيرة البرية. 

شعار محميات الحياة البرية في سنغافورة قبل تغيير علامتها التجارية.

.تأسست محمية الحياة البرية في سنغافورة في عام 2000 وتمت إعادة تسميتها إلى مجموعة مانداي للحياة البرية كجزء من تغيير العلامة التجارية للشركة في 13 أكتوبر 2021 بالإضافة إلى ذلك غيير اسم سفاري النهر إلى عجائب النهر وبينما نقل متنزه يورونغ للطيور وسمي بجنة الطيور.
مجموعة مانداي للحياة البرية وجميع المؤسسات الأعضاء فيها أعضاء في رابطة حدائق الحيوان وأحواض السمك بجنوب شرق آسيا (سيزا).